# Kannonkoski
Kannonkoski est une municipalité du centre-ouest de la Finlande, dans la région de Finlande-Centrale.

## Histoire
C'est une des municipalités les plus récentes, elle n'a en effet jamais existé avant 1934. Elle fut alors créée à partir de territoires provenant de Kivijärvi et Viitasaari.

## Géographie
C'est une commune de taille moyenne, très forestière et peu peuplée, typique de cette partie de Finlande très isolée et qui peine à diversifier ses activités et à retenir ses habitants. Après avoir culminé à 3 651 habitants en 1957 et connu un effondrement pendant les années 1960, la commune perd une moyenne de 20 habitants par an depuis 15 ans.
La commune comprend le sud du grand lac Kivijärvi. Elle est bordée par les municipalités de Karstula à l'ouest, Kivijärvi au nord, Viitasaari à l'est, Äänekoski au sud-est et Saarijärvi au sud.

## Démographie
Depuis 1980, la démographie de Kannonkoski a évolué comme suit, :
| Année      | 1980  | 1985  | 1990  | 1995  | 2000  | 2005  |
| ---------- | ----- | ----- | ----- | ----- | ----- | ----- |
| population | 2 201 | 2 084 | 1 947 | 1 857 | 1 741 | 1 627 |

| Année      | 2010  | 2015  | 2020  |
| ---------- | ----- | ----- | ----- |
| population | 1 577 | 1 462 | 1 336 |

## Politique et administration

### Conseil municipal
Le Conseil municipal est composé de 15 conseillers.
Après les élections municipales finlandaises de 2021, la répartition des sièges est la suivante de 2021 à 2025 :
| Parti                             | Sièges |
| --------------------------------- | ------ |
| Parti du centre                   | 6      |
| Parti social-démocrate            | 5      |
| Vrais Finlandais                  | 2      |
| Parti de la coalition nationale   | 2      |
| Sources : tulospalvelu.vaalit.fi/ |        |

## Transports
La Voie ferrée Jyväskylä–Haapajärvi traverse Kannonkoski, le tronçon de Kannonkoski a été achevé en 1960.
Kannonkoski est desservi par la route principale 77, qui fait partie de la route bleue, et par la route régionale 648.
Kannonkoski est à environ 370 kilomètres d'Helsinki, à 100 kilomètres de Jyväskylä, à environ 280 kilomètres d'Oulu et à 80 kilomètres de l'aéroport de Jyväskylä.

## Personnalités
- Mikko Hirvonen (1980-), pilote de rallye
- Hannu-Pekka Björkman (1969-), acteur
- Lalli Partinen (1941-), Joueur de Hockey
- Vihtori Vesterinen (1885–1958), ministre

## Villes jumelles
| Ville | Ville            | Pays | Pays    | Période     |
| ----- | ---------------- | ---- | ------- | ----------- |
|       | Commune de Mäksa |      | Estonie | depuis 1992 |

## Galerie

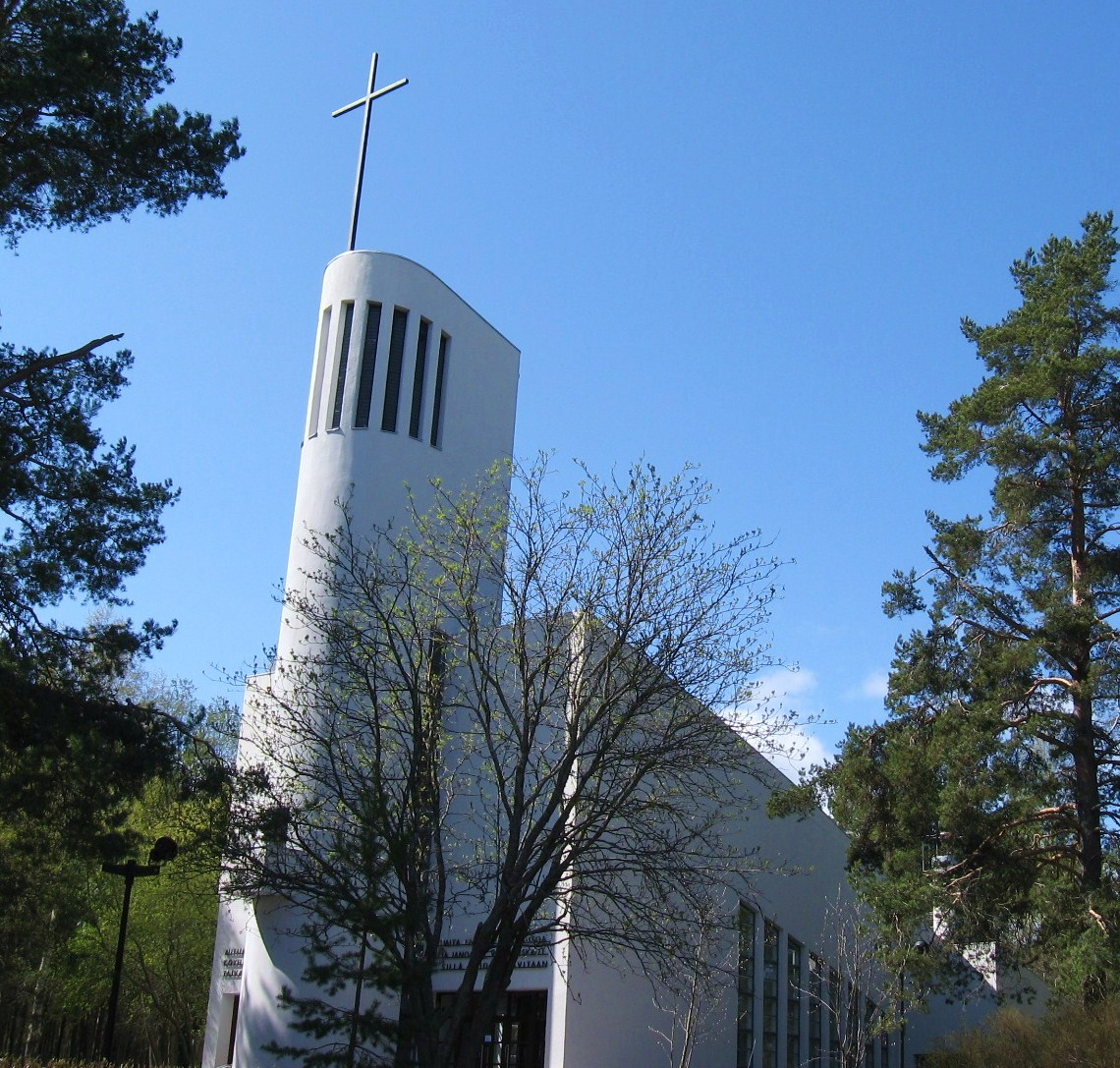
Église de Kannonkoski
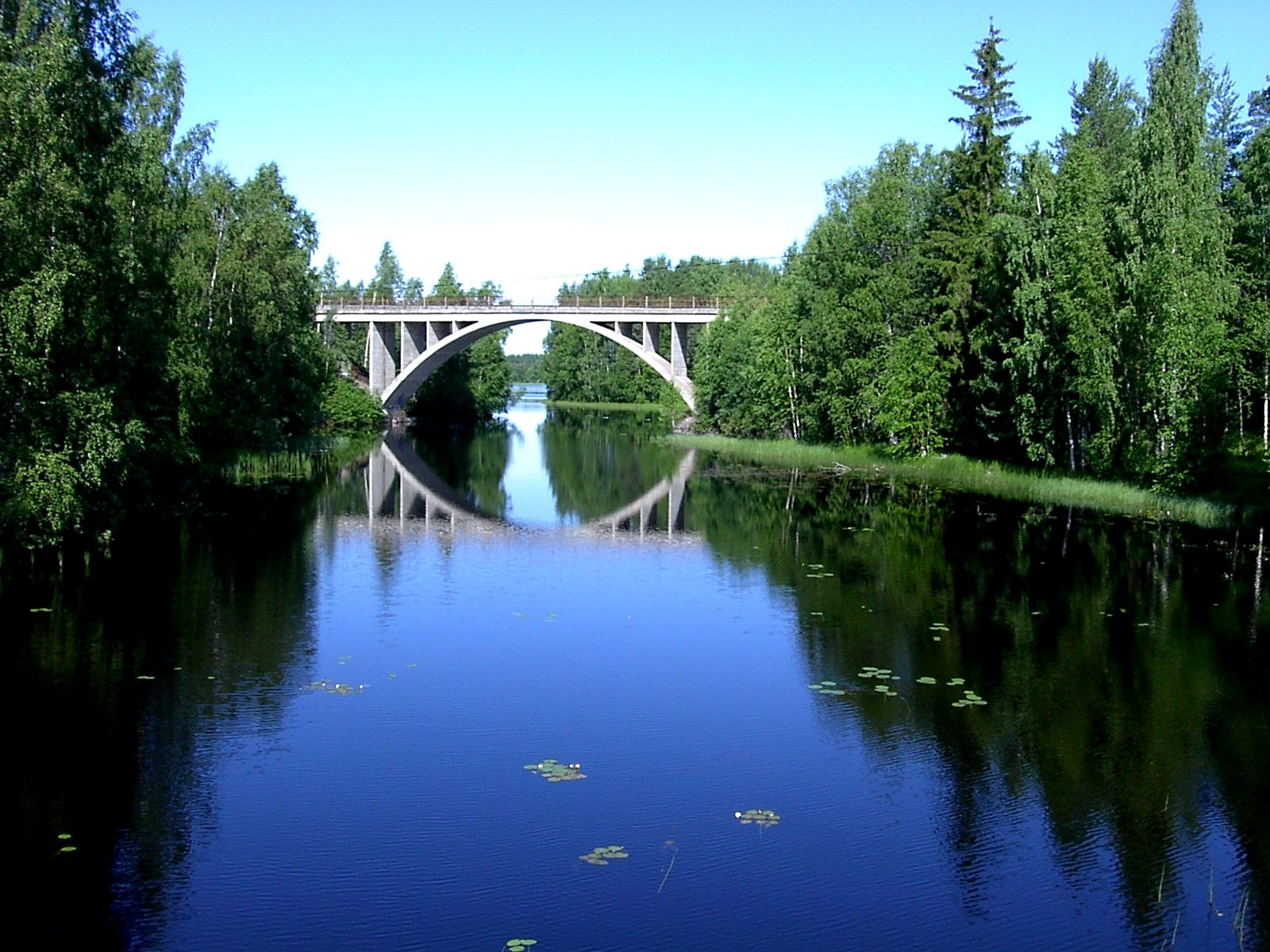
Le pont ferroviaire de Potmo.
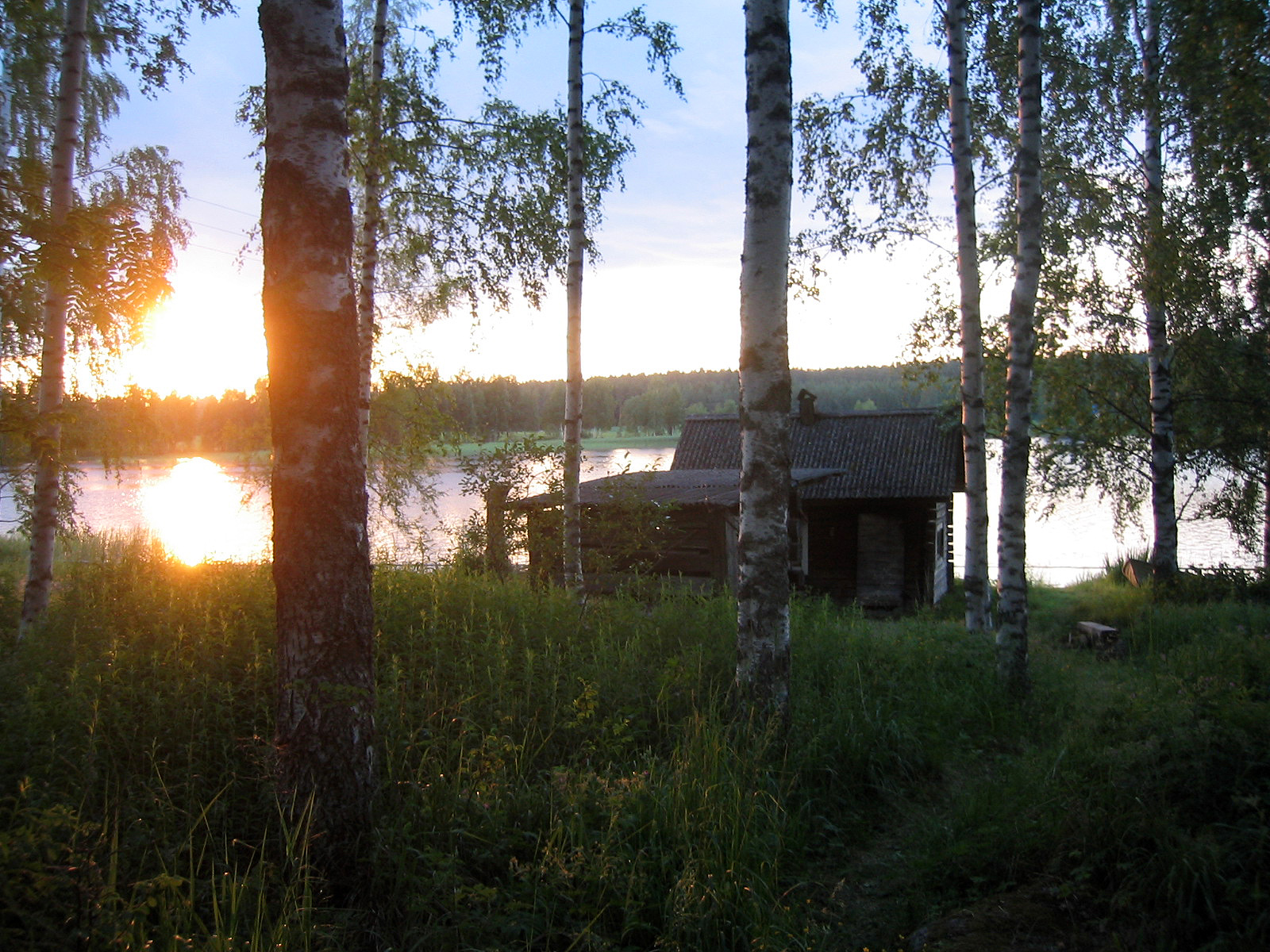
Un Savusauna (fi).